# Runaway - Aisuru kimi no tame ni
Runaway - Aisuru kimi no tame ni (ランナウェイ～愛する君のために?), nota anche con il titolo internazionale Runaways: For Your Love, è una serie televisiva giapponese del 2011, trasmessa su TBS.

## Trama
Ataru è stato condannato per un crimine che non ha commesso, e ben presto viene a sapere che anche altri tre detenuti – con cui poi stringe amicizia – si trovano in una situazione analoga. Alla notizia che sua figlia rischia di morire, decide di tentare il tutto per tutto ed evadere; anche i restanti tre carcerati preferiscono rischiare, iniziando una vita da "fuggitivi" per poter scoprire la verità su chi in precedenza li aveva incastrati.